# ファントム・キングダム
『ファントム・キングダム』（英：Makai Kingdom: Chronicles Of The Sacred Tome）は、2005年3月17日に日本一ソフトウェアより発売されたPlayStation 2用のシミュレーションRPG。キャラクターデザインは原田たけひと。
2011年10月6日にはPlayStation Portable移植版『ファントム・キングダム PORTABLE』が発売（当初は9月22日発売予定だった）。2022年3月31日にはNintendo Switch版が発売予定。移植に際し、シナリオが一部追加されている。

## 概要
魔界を舞台とし、『ファントム・ブレイブ』と同様に戦闘フィールドが格子で区切られないフリー移動システムと、ターン毎に自軍と敵軍が交互に全てのキャラクターを行動させるシステムのシミュレーションRPG。キャラクターをあらかじめ建物に格納しておき、戦闘時に建物を召喚し、建物から出撃させたり直接キャラクターを召喚するインバイトなどのシステムがある。

## ストーリー
自らの魔界が消滅するという予言を受けた魔王ゼタは、それを阻止するため魔界のすべてが書かれているという「全知全能の書」を手に入れる。しかし、そこに書かれていたことに怒ったゼタは本を燃やしてしまい、それによって自らの体と魔界は消滅してしまう。全知全能の書に憑依し魂の消滅を免れたゼタは、予言者プラムの助言や他の魔王たちの協力を得て、自らの肉体と魔界を取り戻すため奮闘することになる。

## 登場人物
魔王ゼタ
声 - 子安武人
本作の主人公。自ら宇宙最強の魔王を名乗るだけあり、そのレベルは2000と極めて高く、圧倒的な魔力を持つ。性格は傲岸不遜で大の自信家。強さ以外のものには価値を認めないところがあり、それゆえ宇宙最強の名に誇りをもっている。自らの体と魔界を滅ぼしてしまい、全知全能の書に魂を宿して魔界復活に奔走することになる。魔力は変わらないが本であるため戦うことは出来ない。しかし戦えないと言いつつも、ゼタビームで調停者?を半殺しにしており、本当に戦えないのかは不明。
背徳者サロメ
声 - 折笠愛
元は人間でありながら、闇の者となった女魔王。魔界に堕ちて間もない頃にゼタと出会い、彼のもとで修行を積んでいた彼の弟子とも言える女性。だが500年前、突如彼の前から姿を消す。その後ゼタとは別の魔界の魔王となるが、ゼタの窮地を知り再び彼の前に姿を現す。
ゼタに対して強い想いを秘めており、彼のためなら自分の命も惜しくないと言い切る。かつては純粋な魔力に関しては、師匠ゼタをも上回るといわれていた。全盛期の力はレベル1200と極めて高い。
予言者プラム
声 - 水橋かおり
最近現われた新参の魔王。魔王としてはまだ若いが魔力は高く、百発百中の予言ともあわせて近隣の魔王からは一目置かれる存在。ゼタに滅びの予言を授け、予言が現実のものとなったあとは彼に魔界復活の方法を教える。本の姿になったゼタをからかって楽しむなど、底意地はあまり良くない。
普段はクールを気取っているが意外と激情家でカッとなりやすい。とくに誇り高い性格のため、侮辱されることを何より嫌う。侮辱されてキレると、大抵他の魔王（ヴァルヴォルガが殆ど）がとばっちりを受ける。レベルは1100と魔王の中でも上位クラスで、変身することでさらに強くなる模様。
トレニア
声 - 能登麻美子
ゼタの魔界が滅びた直後から姿を見せるようになった少女。レベル1でありながら、魔神クラスの力の持ち主でないと存在することもできない空間を平然と歩き回るなど、謎が多い。どこか浮世離れしたところがあり、その独特のペースでプラムさえも煙に巻く。
破壊神アレクサンダー
声 - 野島健児
ゼタのライバルを自称する青年魔王。通称アレク。4桁もの回数の戦争を仕掛け、5桁にもおよぶ数の刺客を送り込むが、いまだ決着はつかず。雷を操ることを得意とし、高い戦闘力を持つ。性格は単純で猪突猛進。ただそれゆえにさっぱりしたところがある。レベルは1000だが、魔王なだけありステータスは高い。
邪神ヴァルヴォルガ
悪魔将軍ミッキー、堕天使オルフェリア、凶獣ドライゼンの3人が合わさり、一つとなった異形の魔王。そのいかにも魔王という風貌ゆえか、ありとあらゆる世界からラスボスとしてお呼びがかかる売れっ子魔王。普段の戦闘力は不明だが、覚醒したときはレベル1500にもなる。
悪魔将軍ミッキー
声 - 玄田哲章
ヴァルヴォルガの上半身でもある魔王。ヤギのような巨大な二本の角と四本の腕をえた恐ろしげな見た目とは逆に優しく気弱で押しが弱いと、性格は外見と正反対で、ヴァルヴォルガの意思決定権を持ちながら、下の2人にはなめられきっている。ただ、ポテンシャルはかなりのものがある。プラムやゼタには特徴的な発音で名前を呼ばれることがある。オルフェリアには「ミッキーちゃん」と呼ばれている。
堕天使オルフェリア
声 - ならはしみき
ヴァルヴォルガの腹部に埋まった顔だけの女魔王。享楽的かつ高慢ちきな性格の持ち主で、いつもドライゼンとともにミッキーをいじめて楽しんでいる。ミッキー・ドライゼンにある事実を隠している。
凶獣ドライゼン
声 - 長嶝高士
ヴァルヴォルガの下半身でもある魔王。頭部だけのドラゴンという姿で、性格は荒々しく凶暴。オルフェリアとともにミッキーをいじめて楽しむクセがあるが、実は理由があり、あるイベントで明らかになる。

暗黒竜バビロン
声 - 青野武
うっかりぶつかるだけで惑星を滅ぼせるほどの巨躯を誇る老魔王。竜といっても、その姿は蛇のように細長い東洋の竜のそれである。見た目のみならず秘めたる魔力も膨大で、かつては無敵の名をほしいままにしていた。しかし年には勝てないのか、最近は魔力も落ち、身体にも全体的（主に頭）にガタがきている模様。とてもそんな大した人物には見えなかったりする。
全盛期のレベルは1400とかなり高く、最強といわれていたこともうなずける実力者。必殺技「アブソリュート・ゼロ」はかなりの威力を持つ。
冥王シードル
声 - 池田秀一
かつてはサムライと呼ばれる人間の勇者でありながら、死して冥界に堕ち冥王となった異端の魔王。情報収集能力にも長けており、ゼタ以外の魔王達にも意味深な意見を述べる。着流しの着物をまとい、腰には刀「天乃羽々斬」を差す。その目には狂気が見え隠れしており、普段は何に対しても無気力・無関心で薄笑いを浮かべながら皮肉な物言いをするだけだが、なぜかサロメに対しては狂気と殺意を剥き出しにするなど、異常な執着心を見せる。レベルは800と魔王の中では低めだが、その攻撃力はかなりのものである。
魔帝ロイヤルキングダーク3世
声 - 若本規夫
登場早々ゼタに「ただのアホ」と一言で切って捨てられた魔王。獅子のような顔に筋骨たくましい体という威厳のある外見とは裏腹に、中身は小心者で、せこくて情けないと小者そのもの。やたらと派手な演出と大仰な話し方をし、人の話を聞かない押しの強さに魔王の中では最低ランクの実力が相まって、他の魔王たちからの扱いもぞんざいそのものだが、本人はまるで気にした様子もない。プラムとはなにやら因縁がある模様。レベルはフルパワーでも400と作品に登場する魔王の中では最も低い。
人間だった頃のシードルやサロメらを返り討ちにしたという過去を持つ（電撃ゲーム文庫での設定）が、本編ではそのことには触れられておらず、魔王化した2人には全く頭が上がらない。
調停者
声 - 柴田秀勝

### ゲストキャラクター
マローネ
声 - 水橋かおり
『ファントム・ブレイブ』の女性主人公。
カスティル
声 - 伊月ゆい
マローネの親友。兄を捜している。
ラハール
声 - 水橋かおり
『魔界戦記ディスガイア』の主人公。
エトナ
声 - 半場友恵
『魔界戦記ディスガイア』のキャラクター。
フロン
声 - 笹本優子
『魔界戦記ディスガイア』のキャラクター。
プリニー隊
声 - 間島淳司
エトナの家来。

## パッケージ構成
PlayStation 2用初回限定版【SLPS-20409】
- 豪華BOX入り
- PS2用ソフトウェアCD-ROM
- SoundTrack盤CDの2枚組
- キャラクター設定の冊子

PlayStation 2用通常版【SLPS-20410】
PS2用ソフトウェアCD-ROM

## 関連商品
作品ガイド
- ファントム・キングダム ザ・マスターガイド
- ファントム・キングダム ザ・コンプリートガイド

CD
- ファントム・キングダム アレンジアルバム
- ファントム・キングダム ドラマCD DISC1「謎と陰謀の書」
- ファントム・キングダム ドラマCD DISC2「愛と裏切りの書」

漫画
- ファントム・キングダム
- ファントム・キングダム アンソロジーコミック
- ファントム・キングダム 4コママンガ劇場

小説
- ファントム・キングダム（安曽了、電撃文庫）
- ファントム・キングダム 宇宙最強魔王伝承（神代創、ファミ通文庫）

その他
- ファントム・キングダム キャラクターコレクション